# Vernusse
Vernusse est une commune française, située dans le département de l'Allier en région Auvergne-Rhône-Alpes.

## Géographie
La commune de Vernusse est située aux confins de la Combraille bourbonnaise et du bocage, à une altitude moyenne légèrement supérieure à 400 m. Le paysage est vallonné, assez plat et ouvert au centre du territoire communal, boisé et creusé sur les pourtours par les cours d'eau qui le ceinturent. L'ouest est boisé : sud de la forêt domaniale de Château-Charles et bois des Brosses.
L'habitat est dispersé : on compte 32 hameaux ou lieux habités.

### Hydrographie
La commune est arrosée par la Bouble, qui marque au sud la limite avec les communes de Chirat-l'Église et de Louroux-de-Bouble, et son affluent de rive gauche, le Venant, qui forme la limite avec la commune de Target, ainsi que par le ruisseau de Puy-Guillon, affluent de rive droite du Venant, et son affluent le ruisseau Barlot, qui marquent au nord la limite avec la commune de Blomard.
De nombreux moulins étaient implantés sur ces cours d'eau : moulins à farine, mais aussi mailleries à chanvre.
Il y a en outre deux grands étangs, les étangs de Rivalais, à l'extrémité ouest de la commune, et de Puy Guillon, au pied du château.

### Climat
Pour des articles plus généraux, voir Climat d'Auvergne-Rhône-Alpes et Climat de l'Allier.
En 2010, le climat de la commune est de type climat océanique dégradé des plaines du Centre et du Nord, selon une étude du CNRS s'appuyant sur une série de données couvrant la période 1971-2000. En 2020, Météo-France publie une typologie des climats de la France métropolitaine dans laquelle la commune est exposée à un climat de montagne ou de marges de montagne et est dans la région climatique Ouest et nord-ouest du Massif Central, caractérisée par une pluviométrie annuelle de 900 à 1 500 mm, maximale en automne et en hiver.
Pour la période 1971-2000, la température annuelle moyenne est de 10,5 °C, avec une amplitude thermique annuelle de 15,6 °C. Le cumul annuel moyen de précipitations est de 793 mm, avec 10,5 jours de précipitations en janvier et 7,4 jours en juillet. Pour la période 1991-2020, la température moyenne annuelle observée sur la station météorologique de Météo-France la plus proche, sur la commune de Montmarault à 6 km à vol d'oiseau, est de 11,2 °C et le cumul annuel moyen de précipitations est de 811,6 mm,. Pour l'avenir, les paramètres climatiques de la commune estimés pour 2050 selon différents scénarios d'émission de gaz à effet de serre sont consultables sur un site dédié publié par Météo-France en novembre 2022.

## Urbanisme

### Typologie
Au 1er janvier 2024, Vernusse est catégorisée commune rurale à habitat très dispersé, selon la nouvelle grille communale de densité à 7 niveaux définie par l'Insee en 2022.
Elle est située hors unité urbaine et hors attraction des villes,.

### Occupation des sols

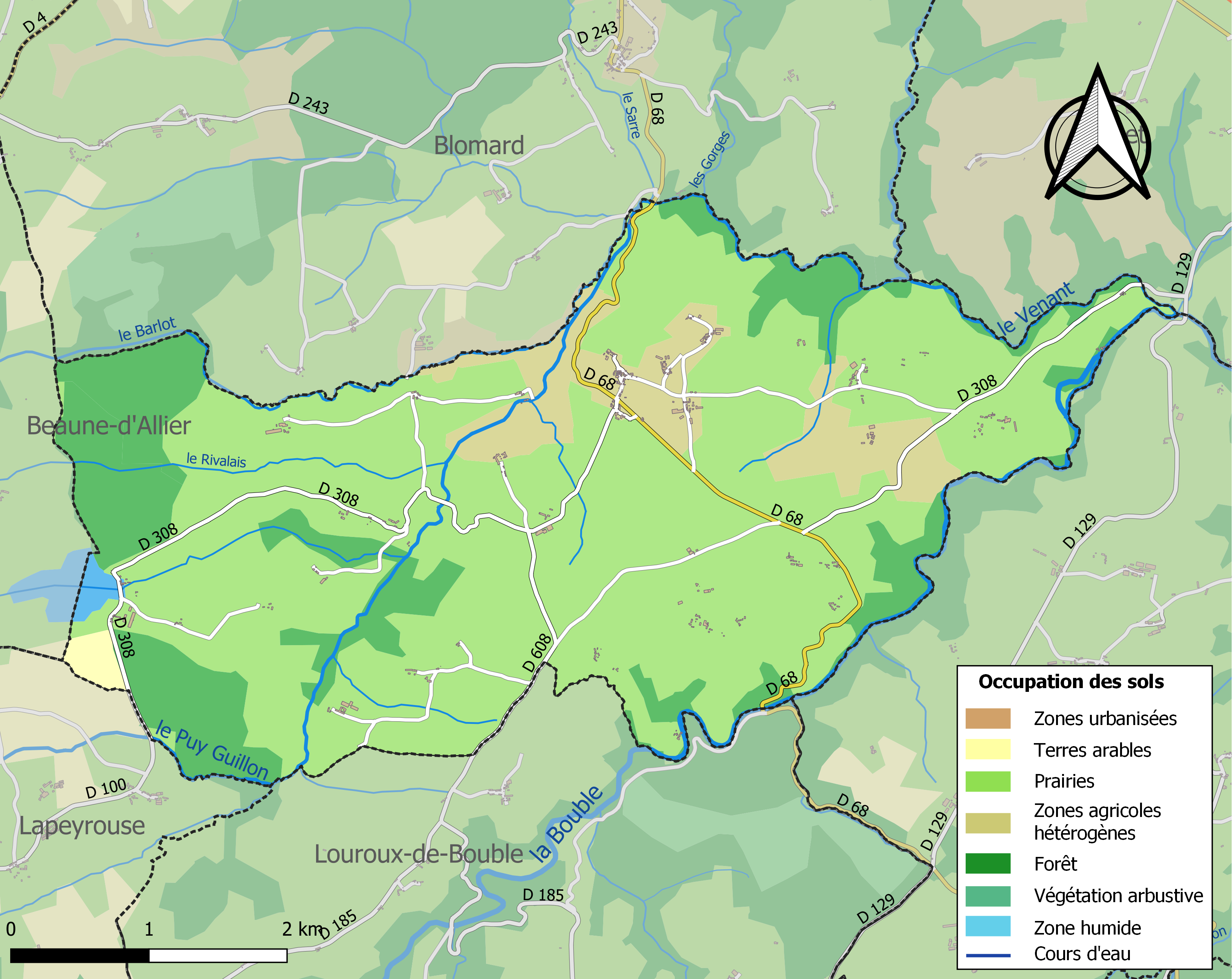
Carte des infrastructures et de l'occupation des sols de la commune en 2018 (CLC).

L'occupation des sols de la commune, telle qu'elle ressort de la base de données européenne d’occupation biophysique des sols Corine Land Cover (CLC), est marquée par l'importance des territoires agricoles (80,6 % en 2018), en diminution par rapport à 1990 (81,6 %). La répartition détaillée en 2018 est la suivante : prairies (70,7 %), forêts (18,9 %), zones agricoles hétérogènes (9,2 %), terres arables (0,7 %), eaux continentales (0,5 %).
L'IGN met par ailleurs à disposition un outil en ligne permettant de comparer l’évolution dans le temps de l’occupation des sols de la commune (ou de territoires à des échelles différentes). Plusieurs époques sont accessibles sous forme de cartes ou photos aériennes : la carte de Cassini (XVIIIe siècle), la carte d'état-major (1820-1866) et la période actuelle (1950 à aujourd'hui).

## Toponymie
Le village est nommé Vernuçe en parler du Croissant, zone où se rejoignent et se mélangent la langue occitane et la langue d'oïl.

## Politique et administration

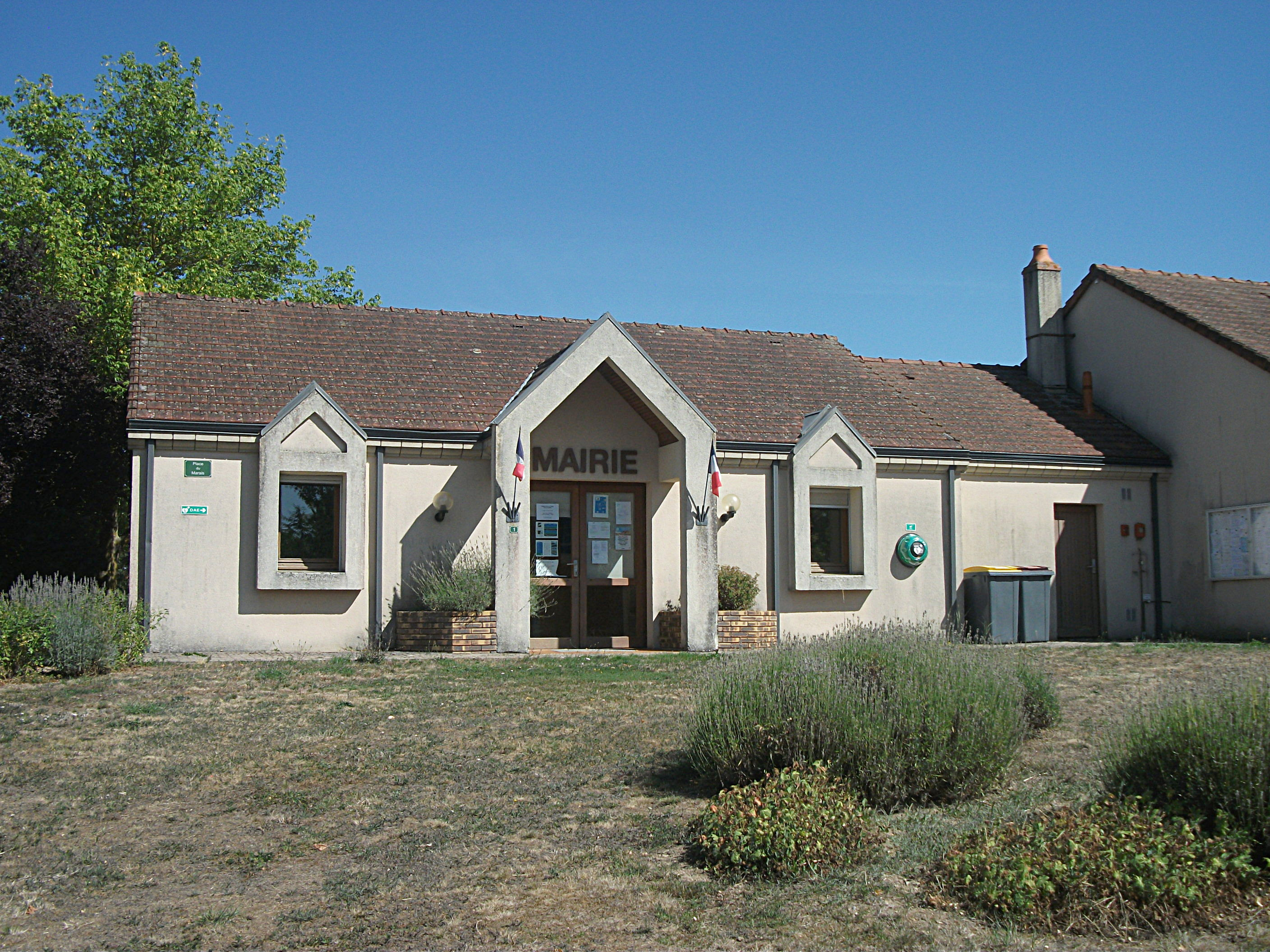
La mairie.

| Période                                  | Période                      | Identité             | Étiquette | Qualité |
| ---------------------------------------- | ---------------------------- | -------------------- | --------- | ------- |
| Les données manquantes sont à compléter. |                              |                      |           |         |
| avant 1981                               | ?                            | Jean Gauvin          | PCF       |         |
| avant 1995                               | ?                            | Claudine Gauvin      | PCF       |         |
| mars 2001                                | mars 2008                    | Jean Ollivier        |           |         |
| mars 2008                                | mai 2020                     | Chantal Tourret      | PCF       | Cadre   |
| mai 2020                                 | En cours (au 8 juillet 2020) | François Le Moucheux |           |         |

## Population et société

### Démographie
Les habitants de la commune sont appelés les Vernussois et les Vernussoises.
L'évolution du nombre d'habitants est connue à travers les recensements de la population effectués dans la commune depuis 1793. Pour les communes de moins de 10 000 habitants, une enquête de recensement portant sur toute la population est réalisée tous les cinq ans, les populations de référence des années intermédiaires étant quant à elles estimées par interpolation ou extrapolation. Pour la commune, le premier recensement exhaustif entrant dans le cadre du nouveau dispositif a été réalisé en 2005.

En 2022, la commune comptait 150 habitants, en évolution de −3,23 % par rapport à 2016 (Allier : −1,38 %, France hors Mayotte : +2,11 %).
| 1793 | 1800 | 1806 | 1821 | 1831 | 1836 | 1841 | 1846 | 1851 |
| ---- | ---- | ---- | ---- | ---- | ---- | ---- | ---- | ---- |
| 510  | 500  | 479  | 612  | 837  | 707  | 702  | 736  | 687  |

| 1856 | 1861 | 1866 | 1872 | 1876 | 1881 | 1886 | 1891 | 1896 |
| ---- | ---- | ---- | ---- | ---- | ---- | ---- | ---- | ---- |
| 649  | 604  | 591  | 597  | 597  | 599  | 577  | 573  | 549  |

| 1901 | 1906 | 1911 | 1921 | 1926 | 1931 | 1936 | 1946 | 1954 |
| ---- | ---- | ---- | ---- | ---- | ---- | ---- | ---- | ---- |
| 503  | 516  | 519  | 429  | 389  | 405  | 362  | 337  | 303  |

| 1962 | 1968 | 1975 | 1982 | 1990 | 1999 | 2005 | 2006 | 2010 |
| ---- | ---- | ---- | ---- | ---- | ---- | ---- | ---- | ---- |
| 262  | 231  | 195  | 191  | 145  | 193  | 165  | 162  | 171  |

| 2015 | 2020 | 2022 | - | - | - | - | - | - |
| ---- | ---- | ---- | - | - | - | - | - | - |
| 157  | 152  | 150  | - | - | - | - | - | - |

## Culture et patrimoine

### Lieux et monuments
- Église Saint-Martin du XIIe siècle de style roman renfermant des objets classés monuments historiques :
  - Tableau : Le Christ entre la Vierge et saint Jean, du XVIe siècle, classé au titre d'objet des monuments historiques depuis le 12 juillet 1985[20].
  - Tableau : La Descente de croix, 1er quart du XVIe siècle, classé au titre d'objet des monuments historiques depuis le 23 octobre 1972[21].
  - Bas-relief : L'Épiphanie, du XIVe siècle, classé au titre d'objet des monuments historiques depuis le 30 août 2000[22].
  - Statue : L'Ange de l'Annonciation, l'archange Gabriel, du XVe siècle, classé au titre d'objet des monuments historiques depuis le 30 août 2000[23].
- Château de Puy-Guillon construit au XIIe et XIXe siècles.
- Gisant de Jean de Beaucaire dans l'église Saint-Martin[24].
- Mare communale, située en plein centre du village devant l'église. Autrefois, les troupeaux de passage pouvaient s'y abreuver, tandis que leurs propriétaires fréquentaient les échoppes qui entouraient la place. Les abords de la mare sont habités par l'alyte accoucheur, espèce de crapaud[25].

### Héraldique
|  | Les armes de la commune se blasonnent ainsi : Parti au 1er de gueules à l’épée versée d’argent garnie d’or, au 2e fascé d’argent et de sable, au léopard lionné d’or brochant ; au chef de sinople chargé de trois feuilles de verne d’argent posées en barre. |